# Thiensville
Thiensville é uma vila localizada no estado norte-americano de Wisconsin, no Condado de Ozaukee.

## Demografia
Segundo o censo norte-americano de 2000, a sua população era de 3254 habitantes.
Em 2006, foi estimada uma população de 3257, um aumento de 3 (0.1%).

## Geografia
De acordo com o United States Census Bureau tem uma área de
2,8 km², dos quais 2,8 km² cobertos por terra e 0,0 km² cobertos por água. Thiensville localiza-se a aproximadamente 204 m acima do nível do mar.

## Localidades na vizinhança
O diagrama seguinte representa as localidades num raio de 12 km ao redor de Thiensville.